# محاكمة غازي باجي وجبور الماجري
غازي باجي  وجابر الماجري هما مواطنيان تونسيان اشتهرا بعدما تمّ الحكم عليهما في 28 آذار/مارس 2012 بالسجن سبع سنوات ونصف وذلك بتهمة «انتهاك الأخلاق من خلال الإخلال بالنظام العام» وذلك بعد نشر رسوم كاريكاتورية تُجسّد محمد في وضعية عارية على حسابهما الشخصي في موقع فيسبوك. تم محاكمة جابر الماجري في المحكمة، في حين حُكمَ على صديقه باجي غيابيا بعد أن فر إلى أوروبا هربا من الملاحقة القضائية. رفضَ جابر الماجري يوم 25 حزيران/يونيو 2012 العقوبة المقررة في حقه كما اعترض محاميه على ما تم سنه في حقه ورفض في وقت لاحق التقييم الطبي الذي وصف جابر بأنه «مختل عقليا» وعاطِل عن العمل خلال السنوات الست الماضية. في البداية؛ لم تُناقش هذه القضية سوى عدد قليل من المنظمات الحقوقية بما في ذلك مراسلون بلا حدود ومنظمات حقوقية مستلقة أخرى.
زادت شهرة الشابان التونسيان بعدما قامَ الناشط المغربي في مجال حقوق الإنسان قاسم الغزالي بنشر ما حصل لهما على مدونته على النت،  ثم توّعد في وقت لاحق أنه سيرفع قضية القبض على جابر الماجري لمجلس الأمم المتحدة لحقوق الإنسان في جنيف. اعتبرت منظمة العفو الدولية الرجلين من سجناء الرأي وذلك بسبب إدانتهما كونهما عبّرا عن وجهتي نظرهما بشكل سلمي، كما دانت المنظمة تصرفات الحكومة التونسية التي صعّدت من هجماتها على حرية التعبير. دعت المنظمة كذلك إلى إسقاط الأحكام الصادرة ضد الرجلين على الفور. أما المنظمة الدولية لتبادل المعلومات حول حرية التعبير فقد وصفت الحكم بأنه «مزعج للغاية» كما ذكرت أنّ «الاعتداءات المتكررة ضد الصحفيين والفنانين والنساء» جريمة«تُقيّد حرية التعبير». دخلت وكالة رويترز هي الأخرى على الخط حيث حللت أبعاد الموضوع واتهمت القادة الإسلاميين الذين حصلوا على السلطة في تونس عقب الثورة التونسية في يناير 2011 بقمع حرية التعبير. في حين وصفت أسوشيتد برس القضية بأنها «صدمت العديد من التونسيين» و«علامة جديدة على أهمية الإسلام في تونس!». ذكرت دويتشه فيله خيبة الأمل التي شعر بها المدونون التونسيون بعد الثورة بل إن بعضهم كتب على موقعه -أو حسابه- بعد الحدث: «يبدو أن الثورة قد فشلت». أُطلقَ سراح جابر الماجري من السجن في كانون الثاني/يناير 2014 وذلك بعد قضاء عامين تقريبا.